# Rosa Zenoch

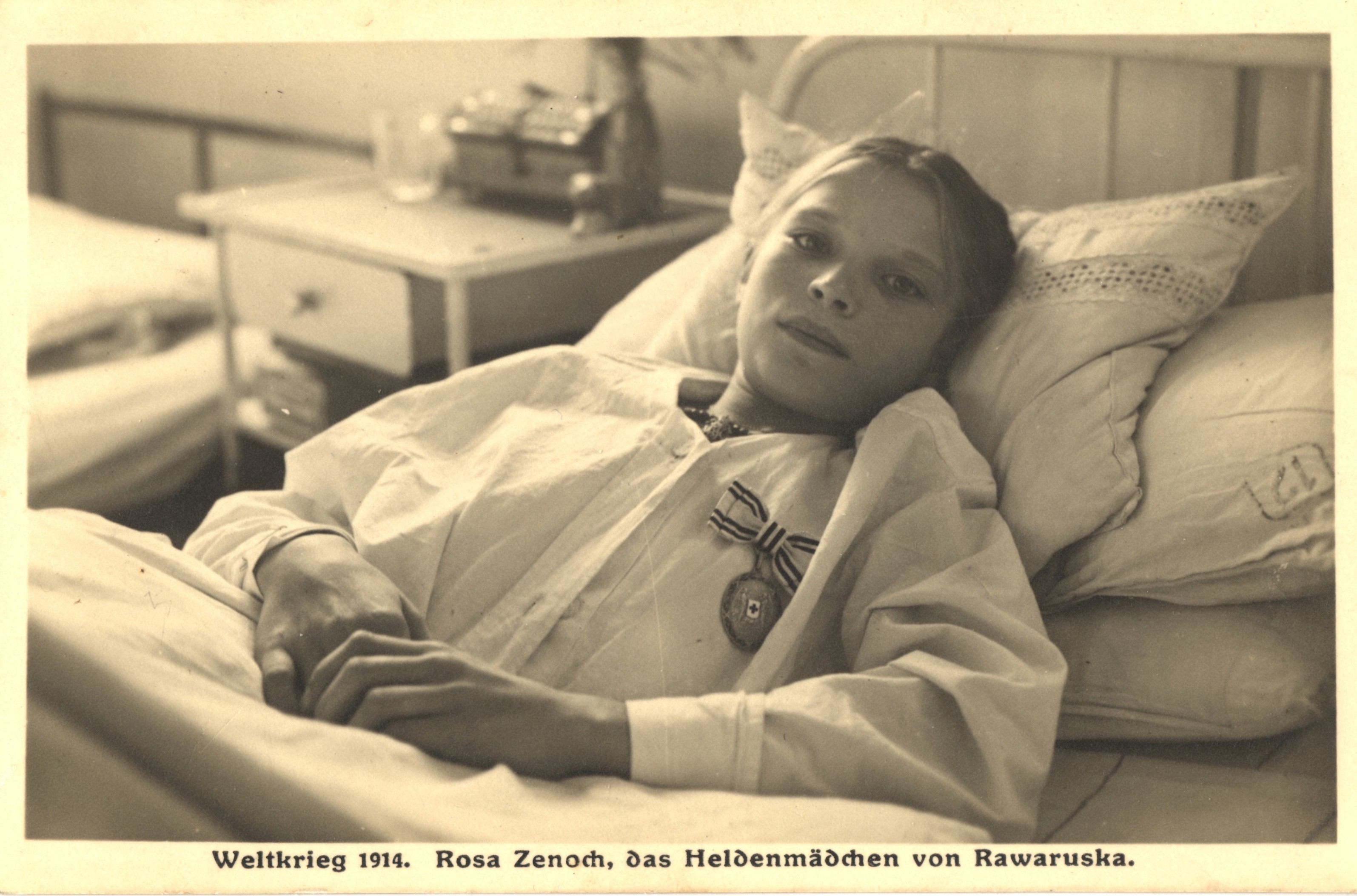
Rosa Zenoch

Rosa Zenoch (* ca. 1902; † 1964 in Oleśnica, Polen), auch bekannt als das „Heldenmädchen von Rawaruska“ war ein Mädchen (beschrieben als „polnisches Bauernmädchen“), das 1914 im Zuge der Schlacht bei Rawa Ruska nationale Berühmtheit in der österreichisch-ungarischen Monarchie erlangte, als sie auf dem Schlachtfeld Verwundeten Wasser brachte und in der Folge ihr linkes Bein verwundete.
Im Anschluss an ihre Behandlung wurde sie nach Wien überführt, wo ihr im Allgemeinen Krankenhaus das linke Bein amputiert wurde. Andere Quellen besagen, das Bein sei ihr bereits im Zug abgenommen worden. Kaiser Franz Joseph zeichnete sie persönlich aus, zeitgenössischen Quellen zufolge hat er auch ihr Holzbein bezahlt und eine goldene, mit Edelsteinen besetzte Gnadenkette mit seinem Namenszug überreicht.
Auf zeitgenössischen Bildern ist sie mit der Ehrenmedaille für Verdienste um das Rote Kreuz mit der Kriegsdekoration (Ausführung unbekannt) an der Damenschleife zu sehen, der Dichter Wigbert Reith widmete ihr ein Gedicht.